# Pedro Casaldáliga Plá
Pedro Casaldáliga Plá (Balsareny, 16 febbraio 1928 – Batatais, 8 agosto 2020) è stato un vescovo cattolico e teologo spagnolo naturalizzato brasiliano, religioso dei Missionari figli del Cuore Immacolato di Maria.

## Biografia
Entrato nella Congregazione dei Missionari figli del Cuore Immacolato di Maria o  Congregazione Claretiana nel 1943, fu consacrato sacerdote a Montjuïc, Barcellona, il 31 maggio 1952. Nel 1968 si trasferì in Amazzonia, Brasile.
Divenne amministratore apostolico della prelatura territoriale di São Félix il 27 aprile 1970 da papa Paolo VI. Nominato, successivamente, primo prelato di São Félix il 27 agosto 1971, fu consacrato vescovo il 23 ottobre successivo.
Presentò, al compimento dei 75 anni di età, la rinuncia al governo della prelatura, per raggiunti limiti d'età. Il 2 febbraio 2005 Giovanni Paolo II accettò la rinuncia.

## Impegno politico e sociale
Seguace della Teologia della Liberazione, assunse come motto per il suo stemma Nada possuir, nada carregar, nada pedir, nada calar e, sobretudo, nada matar ("Nulla possedere, nulla prendere a carico, nulla chiedere, nulla tacere e soprattutto non uccidere nessuno"). Fu poeta e autore di vari libri.
Durante la dittatura militare in Brasile, fu minacciato di morte diverse volte (clamorosa la sera dell'11 ottobre 1976, in cui fu ucciso padre João Bosco Burnier) e minacciato di espulsione dal Brasile; in sua difesa si schierò l'allora arcivescovo di San Paolo, Paulo Evaristo Arns.

## Successione
A Pedro Casaldáliga è succeduto Leonardo Ulrich Steiner, O.F.M., brasiliano.

## Genealogia episcopale
La genealogia episcopale è:
- Cardinale Scipione Rebiba
- Cardinale Giulio Antonio Santori
- Cardinale Girolamo Bernerio, O.P.
- Arcivescovo Galeazzo Sanvitale
- Cardinale Ludovico Ludovisi
- Cardinale Luigi Caetani
- Cardinale Ulderico Carpegna
- Cardinale Paluzzo Paluzzi Altieri degli Albertoni
- Papa Benedetto XIII
- Papa Benedetto XIV
- Papa Clemente XIII
- Cardinale Marcantonio Colonna
- Cardinale Giacinto Sigismondo Gerdil, B.
- Cardinale Giulio Maria della Somaglia
- Cardinale Carlo Odescalchi, S.I.
- Cardinale Costantino Patrizi Naro
- Cardinale Lucido Maria Parocchi
- Arcivescovo Adauctus Aurélio de Miranda Henriques
- Arcivescovo Moisés Ferreira Coelho
- Arcivescovo Fernando Gomes dos Santos
- Vescovo Pedro Casaldáliga Plá, C.M.F.